# Grand Prix automobile de Charlotte 2000
Le Grand Prix de Charlotte 2000, disputé sur le 1er avril 2000 sur le Las Vegas Motor Speedway est la deuxième manche de l'American Le Mans Series 2000.

## Course

### Classement de la course
Classement final de la course (vainqueurs de catégorie en gras), :
| Pos.   | Catégorie | N° | Écurie                              | Pilotes                                       | Châssis                        | Pneus | Tours/Abandon |
| Pos.   | Catégorie | N° | Écurie                              | Pilotes                                       | Moteur                         | Pneus | Tours/Abandon |
| ------ | --------- | -- | ----------------------------------- | --------------------------------------------- | ------------------------------ | ----- | ------------- |
| 1      | LMP       | 42 | BMW Motorsport Schnitzer Motorsport | Jörg Müller JJ Lehto                          | BMW V12 LMR                    | M     | 125           |
| 1      | LMP       | 42 | BMW Motorsport Schnitzer Motorsport | Jörg Müller JJ Lehto                          | BMW S70 6.0 L V12              | M     | 125           |
| 2      | LMP       | 1  | Panoz Motor Sports                  | David Brabham Jan Magnussen                   | Panoz LMP-1 Roadster-S         | M     | 125           |
| 2      | LMP       | 1  | Panoz Motor Sports                  | David Brabham Jan Magnussen                   | Élan 6L8 6.0 L V8              | M     | 125           |
| 3      | LMP       | 0  | Team Rafanelli SRL                  | Mimmo Schiattarella Didier de Radiguès        | Lola B2K/10                    | M     | 124           |
| 3      | LMP       | 0  | Team Rafanelli SRL                  | Mimmo Schiattarella Didier de Radiguès        | Judd (Rafanelli) GV4 4.0 L V10 | M     | 124           |
| 4      | LMP       | 43 | BMW Motorsport Schnitzer Motorsport | Jean-Marc Gounon Bill Auberlen                | BMW V12 LMR                    | M     | 124           |
| 4      | LMP       | 43 | BMW Motorsport Schnitzer Motorsport | Jean-Marc Gounon Bill Auberlen                | BMW S70 6.0 L V12              | M     | 124           |
| 5      | LMP       | 2  | Panoz Motor Sports                  | Johnny O'Connell Hiroki Katou                 | Panoz LMP-1 Roadster-S         | M     | 124           |
| 5      | LMP       | 2  | Panoz Motor Sports                  | Johnny O'Connell Hiroki Katou                 | Élan 6L8 6.0 L V8              | M     | 124           |
| 6      | LMP       | 78 | Audi Sport North America            | Frank Biela Emanuele Pirro                    | Audi R8R                       | M     | 122           |
| 6      | LMP       | 78 | Audi Sport North America            | Frank Biela Emanuele Pirro                    | Audi 3.6 L Turbo V8            | M     | 122           |
| 7      | GTS       | 91 | Viper Team Oreca                    | Olivier Beretta Karl Wendlinger               | Dodge Viper GTS-R              | M     | 117           |
| 7      | GTS       | 91 | Viper Team Oreca                    | Olivier Beretta Karl Wendlinger               | Dodge 8.0 L V10                | M     | 117           |
| 8      | LMP       | 02 | Pole Team                           | Norman Simon Günther Blieninger Mark Simo     | Riley & Scott Mk III           | M     | 117           |
| 8      | LMP       | 02 | Pole Team                           | Norman Simon Günther Blieninger Mark Simo     | Judd GV4 4.0 L V10             | M     | 117           |
| 9      | GT        | 51 | Dick Barbour Racing                 | Sascha Maassen Bob Wollek                     | Porsche 911 GT3-R              | M     | 113           |
| 9      | GT        | 51 | Dick Barbour Racing                 | Sascha Maassen Bob Wollek                     | Porsche 3.6 L Flat-6           | M     | 113           |
| 10     | GT        | 10 | Prototype Technology Group          | Peter Cunningham Brian Cunningham             | BMW M3                         | Y     | 113           |
| 10     | GT        | 10 | Prototype Technology Group          | Peter Cunningham Brian Cunningham             | BMW 3.2 L I6                   | Y     | 113           |
| 11     | GTS       | 08 | Roock Motorsport North America      | Zak Brown Vic Rice                            | Porsche 911 GT2                | Y     | 112           |
| 11     | GTS       | 08 | Roock Motorsport North America      | Zak Brown Vic Rice                            | Porsche 3.8 L Turbo Flat-6     | Y     | 112           |
| 12     | GT        | 22 | Alex Job Racing                     | Mike Fitzgerald Robert Nagel                  | Porsche 911 GT3-R              | M     | 111           |
| 12     | GT        | 22 | Alex Job Racing                     | Mike Fitzgerald Robert Nagel                  | Porsche 3.6 L Flat-6           | M     | 111           |
| 13     | GT        | 6  | Prototype Technology Group          | Johannes van Overbeek Hans-Joachim Stuck      | BMW M3                         | Y     | 111           |
| 13     | GT        | 6  | Prototype Technology Group          | Johannes van Overbeek Hans-Joachim Stuck      | BMW 3.2 L I6                   | Y     | 111           |
| 14     | GT        | 70 | Skea Racing International           | Johnny Mowlem David Murry                     | Porsche 911 GT3-R              | P     | 110           |
| 14     | GT        | 70 | Skea Racing International           | Johnny Mowlem David Murry                     | Porsche 3.6 L Flat-6           | P     | 110           |
| 15     | GT        | 30 | White Lightning Racing              | Gunnar Jeannette Quentin Wahl                 | Porsche 911 GT3-R              | P     | 109           |
| 15     | GT        | 30 | White Lightning Racing              | Gunnar Jeannette Quentin Wahl                 | Porsche 3.6 L Flat-6           | P     | 109           |
| 16     | GT        | 21 | MCR/Aspen Knolls                    | Shane Lewis Cort Wagner                       | Porsche 911 GT3-R              | P     | 108           |
| 16     | GT        | 21 | MCR/Aspen Knolls                    | Shane Lewis Cort Wagner                       | Porsche 3.6 L Flat-6           | P     | 108           |
| 17     | GT        | 23 | Alex Job Racing                     | Randy Pobst Bruno Lambert                     | Porsche 911 GT3-R              | M     | 106           |
| 17     | GT        | 23 | Alex Job Racing                     | Randy Pobst Bruno Lambert                     | Porsche 3.6 L Flat-6           | M     | 106           |
| 18     | GT        | 71 | Skea Racing International           | Rohan Skea Grady Willingham                   | Porsche 911 GT3-R              | P     | 104           |
| 18     | GT        | 71 | Skea Racing International           | Rohan Skea Grady Willingham                   | Porsche 3.6 L Flat-6           | P     | 104           |
| 19     | GTS       | 92 | Viper Team Oreca                    | David Donohue Tommy Archer                    | Dodge Viper GTS-R              | M     | 95            |
| 19     | GTS       | 92 | Viper Team Oreca                    | David Donohue Tommy Archer                    | Dodge 8.0 L V10                | M     | 95            |
| 20     | LMP       | 77 | Audi Sport North America            | Rinaldo Capello Michele Alboreto Allan McNish | Audi R8R                       | M     | 93            |
| 20     | LMP       | 77 | Audi Sport North America            | Rinaldo Capello Michele Alboreto Allan McNish | Audi 3.6 L Turbo V8            | M     | 93            |
| 21     | GT        | 5  | Dick Barbour Racing                 | Dirk Müller Lucas Luhr                        | Porsche 911 GT3-R              | M     | 91            |
| 21     | GT        | 5  | Dick Barbour Racing                 | Dirk Müller Lucas Luhr                        | Porsche 3.6 L Flat-6           | M     | 91            |
| 22 DNF | GTS       | 40 | DonMcGill.com Porsche Racing        | Sam Shalala Bertrand Godin                    | Porsche 911 GT2                | P     | 79            |
| 22 DNF | GTS       | 40 | DonMcGill.com Porsche Racing        | Sam Shalala Bertrand Godin                    | Porsche 3.8 L Turbo Flat-6     | P     | 79            |
| 23 DNF | GT        | 89 | Michael Colucci Racing Nygmatech    | Ian James Kurt Baumann                        | Porsche 911 GT3-R              | P     | 74            |
| 23 DNF | GT        | 89 | Michael Colucci Racing Nygmatech    | Ian James Kurt Baumann                        | Porsche 3.6 L Flat-6           | P     | 74            |